# Orimarga flaviventris
Orimarga flaviventris är en tvåvingeart som beskrevs av Edwards 1927. Orimarga flaviventris ingår i släktet Orimarga och familjen småharkrankar. Inga underarter finns listade i Catalogue of Life.